# Мансанком
Мансанко́м (фр. Mansencôme) — коммуна во Франции, находится в регионе Юг — Пиренеи. Департамент — Жер. Входит в состав кантона Кондом. Округ коммуны — Кондом.
Код INSEE коммуны — 32230.

## География

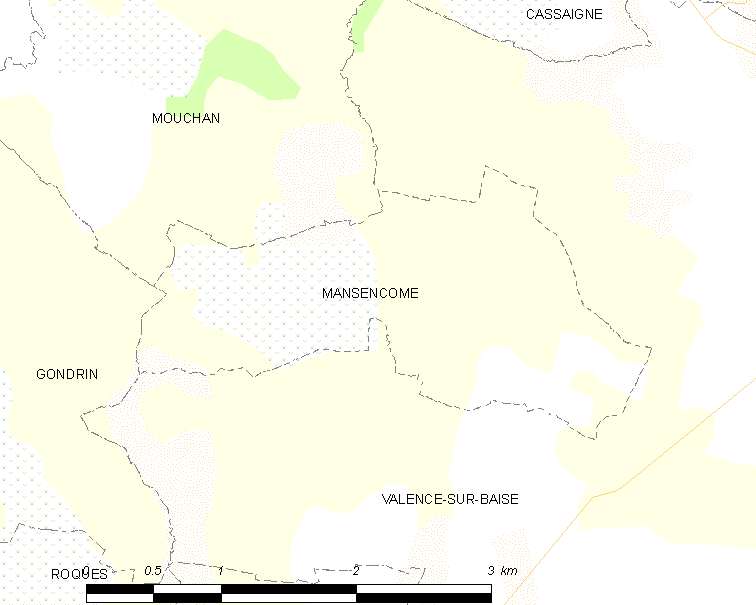
Карта коммуны

Коммуна расположена приблизительно в 580 км к югу от Парижа, в 95 км западнее Тулузы, в 32 км к северо-западу от Оша.
По территории коммуны протекает река Невер.

## Климат
Климат умеренно-океанический. Лето жаркое и немного дождливое, температура часто превышает 35 °С. Зимой часто бывает отрицательная температура и ночные заморозки. Годовое количество осадков — 700—900 мм.

## Население
Население коммуны на 2010 год составляло 66 человек.
| 1962 | 1968 | 1975 | 1982 | 1990 | 1999 | 2010 |
| ---- | ---- | ---- | ---- | ---- | ---- | ---- |
| 110  | 93   | 88   | 71   | 69   | 73   | 66   |

## Администрация
| Период | Период | Фамилия      | Партия | Примечания |
| ------ | ------ | ------------ | ------ | ---------- |
| 2001   | 2020   | Этьен Баррер |        |            |

## Экономика
В 2010 году среди 41 человек трудоспособного возраста (15-64 лет) 31 были экономически активными, 10 — неактивными (показатель активности — 75,6 %, в 1999 году было 64,4 %). Из 31 активных жителей работали 30 человек (17 мужчин и 13 женщин), безработной была 1 женщина. Среди 10 неактивных 5 человек были учениками или студентами, 4 — пенсионерами, 1 был неактивным по другим причинам.

## Достопримечательности
- Замок Бюска-Манибан (XVII век). Исторический памятник с 1967 года[4]
- Замок XIII века. Исторический памятник с 1927 года[5]